# Bouzegza Keddara
Bouzegza Keddara (em árabe: بوزقزة قدارة) é uma cidade e comuna localizada na província de Boumerdès, Argélia. Segundo o censo de 2008, a população total da cidade era de 8 511 habitantes.